# Hyagnis apicatus
Hyagnis apicatus är en skalbaggsart som beskrevs av Holzschuh 1984. Hyagnis apicatus ingår i släktet Hyagnis och familjen långhorningar. Inga underarter finns listade i Catalogue of Life.